# Juste un baiser
Pour les articles homonymes, voir Last Kiss.
Série
Encore un baiser
(2010)
Pour plus de détails, voir Fiche technique et Distribution.
Juste un baiser (L'ultimo bacio, littéralement Le Dernier Baiser) est un film italien de Gabriele Muccino, sorti en 2001.
Succédant à Come te nessuno mai, film qui a permis à son réalisateur d'acquérir une certaine notoriété en Italie, l'Ultimo Bacio a connu un succès retentissant dans son pays d'origine, remportant cinq Davide di Donatello (l'équivalent des Césars français) grâce à sa formidable transposition de la crise du couple après quelques années de vie commune et des hésitations de 5 jeunes trentenaires divisés entre amour, haine, désillusions et adultère.
Le film a fait l'objet en 2006 d'un remake aux États-Unis, Last Kiss, avec pour interprète principal l'acteur Zach Braff. Reprenant à l'identique la majorité des scènes du film initial, le film ne parvint pas, selon l'avis de nombreux critiques, à retranscrire la mélancolie et la justesse du film choral de Muccino.

## Synopsis
Le film est principalement axé autour de Carlo et Giulia, la trentaine, vivant une vie de couple apparemment paisible sous tous rapports et proches du mariage. Le film débute par une scène regroupant Carlo, Giulia et leurs parents respectifs, annonçant à ces derniers l'arrivée d'un heureux événement. 
Tour à tour seront narrées les histoires de la mère de Giulia, obsédée par l'âge et déçue par le peu d'attention que lui accorde son mari psychologue, et lui avouera par la suite un passé lourd de sens pour l'avenir du couple. Les amis de Carlo de leur côté ne sont pas en reste, avec Adriano qui ne supporte plus la vie de couple qu'il mène avec son épouse et leur bébé, Alberto qui ne parvient pas à créer un lien stable avec une personne du sexe opposé, et Paolo torturé par son histoire révolue avec Arianna et par son père malade. 
Tout changera avec la mort de ce dernier, qui verra la vie de ces personnes changer à jamais, à commencer par Giulia, qui découvrira que Carlo a bien plus à cacher que ce qu'il paraît, et d'une manière générale tous les amis de Carlo pour qui il est temps de changer d'une manière définitive leurs vies avant qu'il ne soit trop tard.

## Fiche technique
- Titre : Juste un baiser
- Titre original : L'ultimo bacio
- Réalisation : Gabriele Muccino
- Scénario : Gabriele Muccino
- Musique : Paolo Buonvino
- Photographie : Marcello Montarsi
- Montage : Claudio Di Mauro
- Production : Domenico Procacci
- Pays :  Italie
- Genre : Comédie dramatique et comédie romantique
- Durée : 115 minutes
- Société de production : Fandango et Medusa Film
- Dates de sortie : 
  - Italie : 2 février 2001
  - France : 6 novembre 2002

## Distribution
- Stefano Accorsi : Carlo
- Giovanna Mezzogiorno : Giulia
- Stefania Sandrelli : Anna
- Marco Cocci (it) : Alberto
- Pierfrancesco Favino : Marco
- Giorgio Pasotti (en) : Adriano
- Claudio Santamaria : Paolo
- Sabrina Impacciatore : Livia
- Martina Stella : Francesca
- Regina Orioli : Arianna

## Récompenses
- Davide di Donatello : réalisateur Gabriele Muccino, producteur Domenico Procacci, actrice dans un second rôle Stefania Sandrelli, montage Claudio di Mauro, prise de son directe Gaetano Carito

## Musique
- Tu e l'estate - Bam Bams
- L'ultimo bacio - Carmen Consoli

À noter que la chanson L'ultimo bacio, interprétée par la chanteuse sicilienne Carmen Consoli, qui clôt le film, a spécialement été composée pour ce film. Elle a connu un grand succès sur les ondes italiennes lors de la sortie du film.
Carmen Consoli fait d'ailleurs une (courte) apparition dans le long-métrage, où elle interprète l'une des maîtresses d'Alberto.